# Leopoldina (ort)
Leopoldina är en ort i Brasilien.   Den ligger i kommunen Leopoldina och delstaten Minas Gerais, i den sydöstra delen av landet, 800 km sydost om huvudstaden Brasília. Leopoldina ligger 250 meter över havet och antalet invånare är 46 742.
Terrängen runt Leopoldina är kuperad åt sydost, men åt nordväst är den platt. Närmaste större samhälle är Cataguases, 16,8 km norr om Leopoldina.
Omgivningarna runt Leopoldina är huvudsakligen savann. Runt Leopoldina är det ganska glesbefolkat, med 26 invånare per kvadratkilometer.